# FK Panevėžys
Futbolo klubas Panevėžys é um clube de futebol profissional lituano da cidade de Panevėžys que joga o A Lyga.

## História
A cidade de Panevėžys tem uma grande história no futebol na Lituânia. Até 2014, a cidade foi representada pelo FK Ekranas, 7 vezes campeão da A Lyga e 5 vezes campeão da Copa da Lituânia. Entretanto, o FK Ekranas não conseguiu alcançar os critérios financeiros para participar da temporada de 2015 e perdeu a elegibilidade para participar da A Lyga. Por fim, o clube declarou falência. Para preencher o espaço deixado, o FK Panevėžys foi fundado no início de 2015, pouco antes do início da temporada. O clube estreou na I Lyga, a segunda divisão nacional, de forma surpreendente, terminando sua temporada na oitava posição. Em 2016, o clube melhorou sua performance e terminou na quinta posição. Em 2017, a cidade de Panevėžys almejou conquistar a I Lyga e ter novamente uma equipe da cidade na A Lyga. Entretanto, o início da temporada foi desastroso, o que resultou na demissão do técnico Virginijus Liubšys. Eventualmente, o clube terminou a temporada na 10º posição. Em 2018, o clube teve mais sucesso na temporada. Com o novo técnico, Alexandru Curteian, o FK Panevėžys venceu a I Lyga e, consequentemente, foi promovido a A Lyga. Em 2019, na sua temporada de estreia, o clube terminou na quinta posição. Em 2020, o clube terminou a temporada novamente na quinta posição. Ainda em 2020, o clube conquistou a copa da Lituânia, após vencer o FK Sūduva nos pênaltis por 5–4. Com isso, o clube irá participar pela primeira vez de uma competição europeia, a Liga Conferência Europa.

## Títulos
Títulos nacionais:
- A lyga: 1

Campeão (1): 2023
- I Lyga

Campeão (1): 2018
- Copa da Lituânia

Campeão (1): 2020
- Super Copa da Lituânia: 2

2021, 2024

## Participação noCampeonato Lituano
| Temporada | Nível | Campeonato | Lugar | Ref |
| --------- | ----- | ---------- | ----- | --- |
| 2015      | 2.    | Pirma lyga | 8.    |     |
| 2016      | 2.    | Pirma lyga | 5.    |     |
| 2017      | 2.    | Pirma lyga | 10.   |     |
| 2018      | 2.    | Pirma lyga | 1.    |     |
| 2019      | 1.    | A lyga     | 5.    |     |
| 2020      | 1.    | A lyga     | 5.    |     |
| 2021      | 1.    | A lyga     | 4.    |     |
| 2022      | 1.    | A lyga     | 3.    |     |
| 2023      | 1.    | A lyga     | 1.    |     |
| 2024      | 1.    | A lyga     | 8.    |     |
| 2025      | 1.    | A lyga     | .     |     |

## Equipamentos

### Equipamentos anteriores
| FK PANEVĖŽYS | FK PANEVĖŽYS |

## Elenco Atual
Atualizado em [[]] de 2025. (alyga.lt)

Nota: Bandeiras indicam equipe nacional, conforme definido pelas regras de elegibilidade da FIFA. Os jogadores podem ter mais de uma nacionalidade não-FIFA.
| 1  | Lituânia  | G | Vytautas Černiauskas |  |  |  |  |  |
|    |           |   |                      |  |  |  |  |  |
| 2  | Lituânia  | D | Linas Klimavičius    |  |  |  |  |  |
| 13 | Lituânia  | D | Gustas Žederštreimas |  |  |  |  |  |
|    |           |   |                      |  |  |  |  |  |
| 7  | Lituânia  | M | Ernestas Veliulis    |  |  |  |  |  |
| 44 | Eslovénia | M | Lovro Grajfoner      |  |  |  |  |  |
|    |           |   |                      |  |  |  |  |  |
| 11 | Nicarágua | A | Ariagner Smith       |  |  |  |  |  |
| 88 | Lituânia  | A | Žygimantas Baguška   |  |  |  |  |  |

## Jogadores de destaque
- Edenilson Bergonsi (2020)
- Jeffrey Sarpong (2021–2024)
- Ergys Kaçe (2022)